# Xanthorhoe iberaria
Xanthorhoe iberaria là một loài bướm đêm trong họ Geometridae.